# قنبرصان
قنبرصان أو كونفيرسانو (بالإيطالية: Conversano)‏ هي بلدة وبلدية في مقاطعة باري في إقليم بولية في جنوب إيطاليا.

## السكان
في سنة 1861 بلغ عدد السكان 10٬440 نسمة، وتطور العدد ليصل في سنة 2011 لـ 25٬683 نسمة.
يظهر هذا المخطط البياني تطور النمو السكاني لـ قنبرصان

## توأمة
لقنبرصان اتفاقيات توأمة مع كل من:
- بيت لحم
- فراتا بوليسيني
- تريسينتا
- أتري
- كاشا
- ناردو
- ريكاناتي